# CVJM Thüringen
Der Christliche Verein Junger Menschen - CVJM Thüringen e.V., Evangelisches Jugendwerk ist ein christlicher, überkonfessioneller Jugendverband in Thüringen. Er ist Mitglied im CVJM-Gesamtverband in Deutschland. Gegründet wurde der Verein 1888 als Verband von Jünglingsbünden, die auf thüringischem Gebiet der Thüringischen Landeskirche und der Kirchenprovinz Sachsen lagen.
Als Veranstaltungshäuser dienen die zwei Freizeitheime und ein Campgelände in Hoheneiche bei Saalfeld/Saale, ein Freizeitheim in Braunsdorf bei Saalfeld/Saale und das Gästehaus in der Gerberstraße (Erfurt), der Sitz der Geschäftsstelle.

## Projekte
Aktuelle Projekte sind die Partnerschaft mit Kolumbien im Rahmen der Weltdienstarbeit, ganzjährige Freizeitangebote, vierteljährlicher Jugendgottesdienst NewLife, die Jugendgemeinde des checkpoint Jesus, Männerarbeit (in Verbindung mit der EKM) und ortsgruppenbezogene Ten-Sing-Arbeit.

## Ortsvereine und Mitgliedsgruppen
- A 71 CVJM Sömmerda e.V.
- CVJM Altenburg e.V.
- CVJM Eisenach e.V.
- CVJM Erfurt e.V.
- CVJM Gera e.V.
- CVJM Jena e.V.
- CVJM Eichsfeld-Leinefelde e.V.
- CVJM Mühlhausen e.V.
- CVJM Panika-Oase Werra-Rhön e.V., Rosa
- CVJM Rennsteig, Engelsbach
- CVJM Rockstedt e.V.
- CVJM Stadtroda e.V.
- CVJM Weimar e.V.
- Evangelischer Jugendförderverein Pro JECT e.V., Bad Frankenhausen
- Familienkommunität Siloah e.V., Neufrankenroda
- Holzmühle-Christliche Suchthilfe e.V., Kämmeritz
- Lebenswasser e.V., Sonneberg-Wolkenrasen
- Novita, Familien- und Therapiezentrum, Wiehe

## Funktionäre

### Landesjugendwarte (hauptamtlich)
Der Landesjugendwart ist der leitende Referent, entspricht in größeren Verbänden einem Generalsekretär.
- Willi Stetter (1939–1950)
- Hellmut Böttger (1950–1953)
- Hans Schulz (1953–1966)
- Kurt Eis (1966–1981)
- Dieter Oberländer (1981–1991)
- Frank Schröder (1991–2013)

Seit 2013 ist der Geschäftsführer Jörg Stawenow der Gesamtleiter des Werkes.

### Vorsitzende (ehrenamtlich)
- Martin Jentsch (1922–1953)
- Walter Pichert (1953–1967)
- Hans Schulz (1967–1979)
- Wolfgang König (1979–1984)
- Günter Steffenhagen (1984–1995)
- Frank Rupprecht (1995–2013)
- Friedemann Seidenspinner (seit 2013)